# Parafia Podwyższenia Krzyża Świętego w Sędziszowie Małopolskim
Parafia Podwyższenia Krzyża Świętego w Sędziszowie Małopolskim – parafia rzymskokatolicka znajdująca się w diecezji rzeszowskiej w dekanacie Sędziszów Małopolski. 
Erygowana 1 września 2002 roku przez biskupa Kazimierza Górnego.
W latach 2002–2018 parafia swoją siedzibę miała w Kawęczynie Sędziszowskim. W związku z włączeniem miejscowości w strukturę miasta od 1 stycznia 2019 znajduje się w Sędziszowie Małopolskim.

## Proboszczowie parafii
- ks. Zygmunt Markowicz, EC – od 2002